# جایو شوای
جایو شوای (انگلیسی: Jiao Shuai) (متولد ۲۸ ژانویه ۱۹۸۴ در هنان) بازیکن تیم ملی والیبال مردان چین است.
وی در المپیک تابستانی ۲۰۰۸ در پکن عضو ثابت تیم ملی چین بود.